# Gare de Bayeux
Gare de Bayeux vasútállomás Franciaországban, Bayeux településen.

## Vasútvonalak
Az állomást az alábbi vasútvonalak érintik:
- Mantes-la-Jolie–Cherbourg-vasútvonal

## Kapcsolódó állomások
A vasútállomáshoz az alábbi állomások vannak a legközelebb:
- Gare du Molay-Littry
- Gare d’Audrieu
- Gare de Lison
- Gare de Caen